# 酒铺

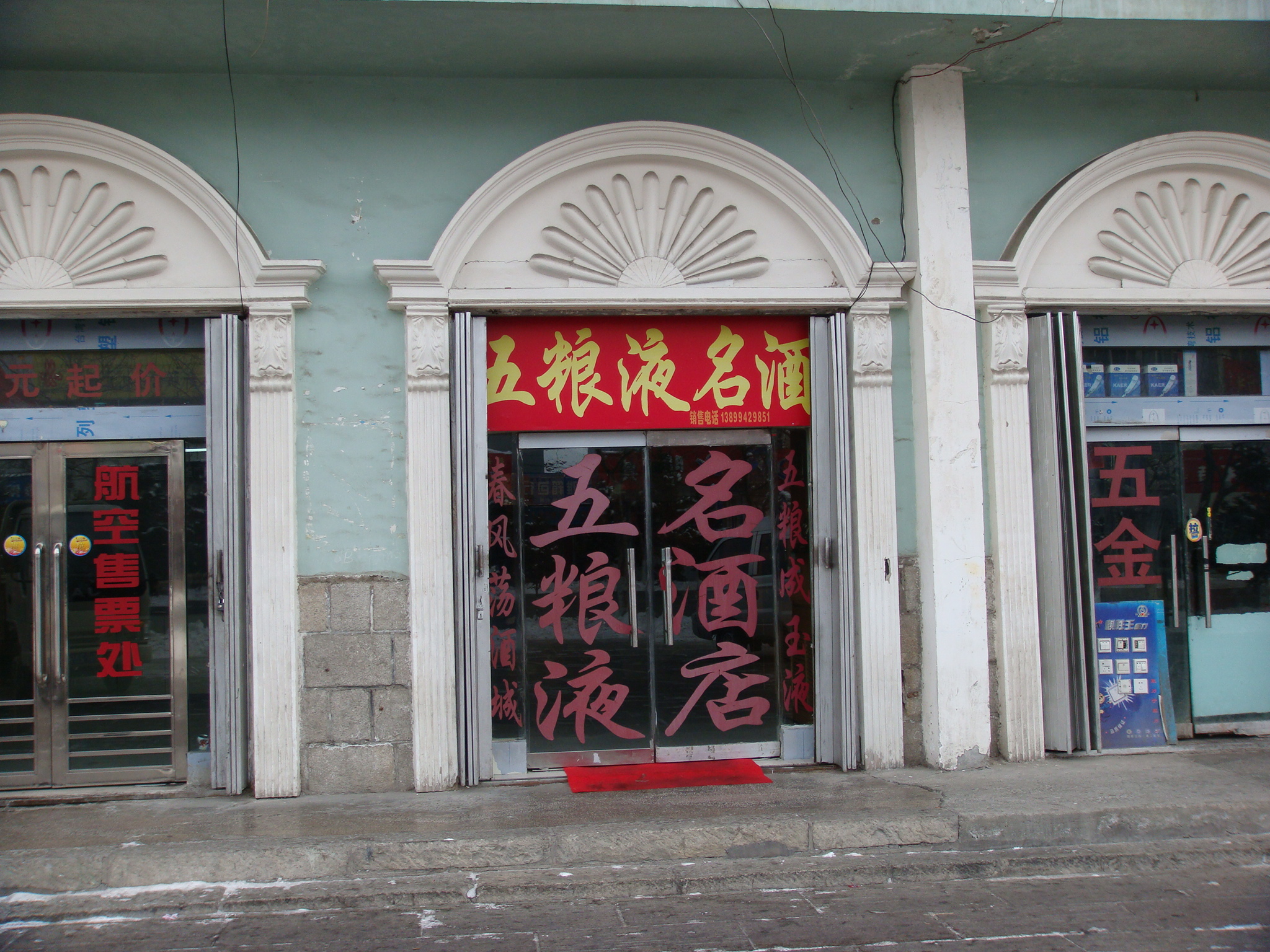
一家酒铺

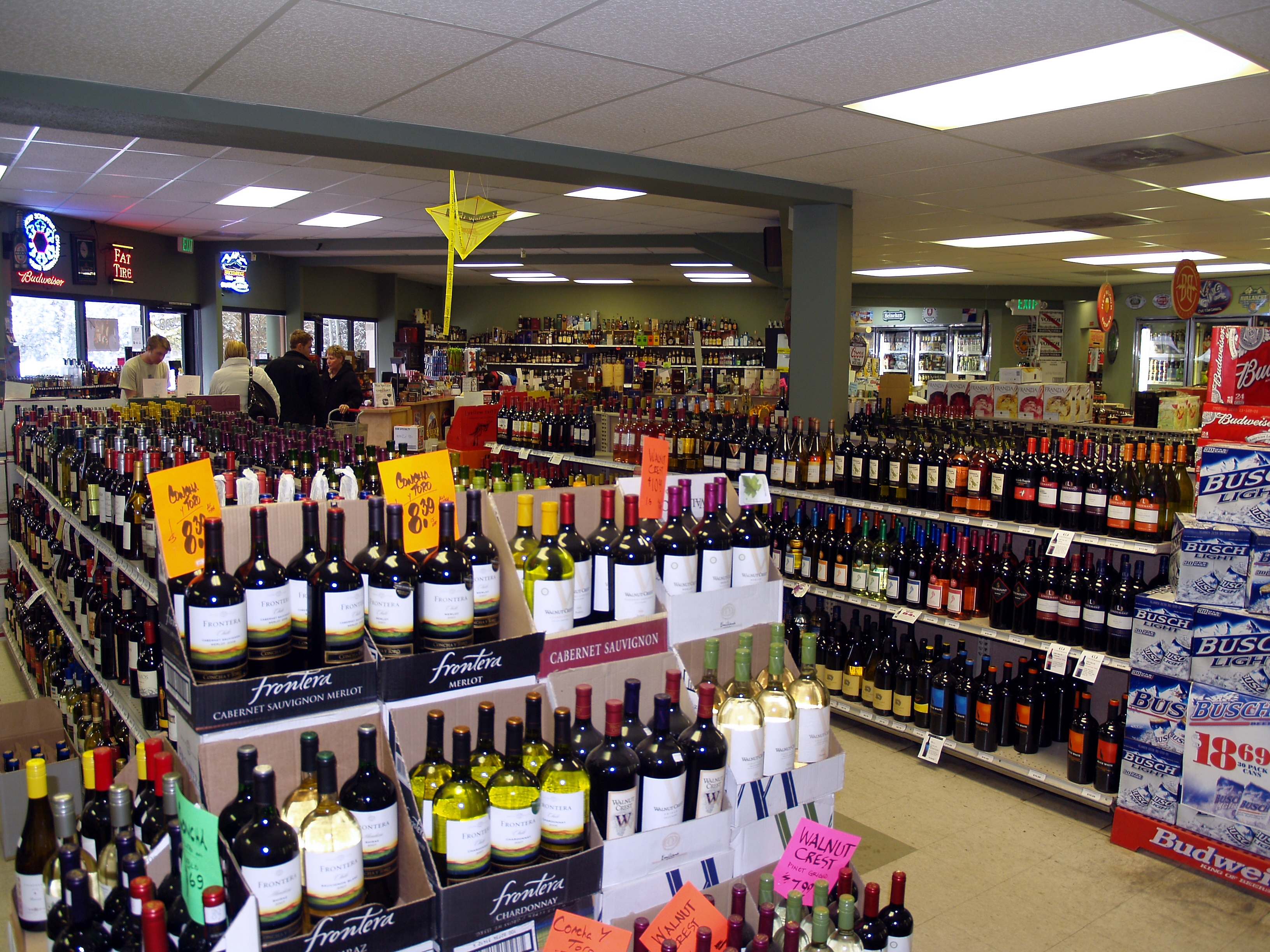
于货架上贩卖的各式酒精类饮品

酒铺是一种专门销售预包装的酒精类饮品（现代通常为瓶装）的零售店。酒铺一般不提供店内饮酒服务，顾客在店内购买酒物后多于店外饮用。在美国，除了一部分州份之外仅有极少数的司法管辖区拥有酒类专卖权，这些州被称为“酒精饮料控制州”（英語：alcoholic beverage control (ABC) states），有时会用“ABC商店”（英語：ABC store）一词称呼其境内的酒品专卖店。

## 外部連結
- 维基共享资源上的相關多媒體資源：酒铺